# 昭和农业恐慌
昭和农业恐慌為1930年（昭和5年）至1934年（昭和9年），於日本東北地方所發生的飢荒。主因為軍國主義輕農業的政策。